# Deathless (Revocation)
Deathless è il quinto album in studio del gruppo musicale statunitense Revocation, pubblicato il 14 ottobre 2014 dalla Metal Blade Records.

## Descrizione
Primo album dei Revocation pubblicato per la Metal Blade Records, è anche l'ultimo realizzato dalla band con il batterista Phil Dubois-Coyne. Negli Stati Uniti ha venduto 3.075 copie durante la prima settimana di pubblicazione.

## Tracce
Testi e musiche di David Davidson, eccetto dove indicato.
1. A Debt Owed to the Grave – 4:52
2. Deathless – 4:57
3. Labyrinth of Eyes – 4:46
4. Madness Opus – 6:23
5. Scorched Earth Policy – 3:47
6. The Blackest Reaches – 4:07 (musica: Dan Gargiulo)
7. The Fix – 3:14 (testo: Phil Dubois-Coyne – musica: Dan Gargiulo)
8. United in Helotry – 5:14 (testo: Phil Dubois-Coyne)
9. Apex – 5:12
10. Witch Trials – 6:05

Traccia bonus nell'edizione deluxe
1. Sworn to Black (Morbid Angel cover) – 4:02 (Trey Azagthoth, David Vincent)

## Formazione
- David Davidson – voce, chitarra
- Dan Gargiulo – chitarra, voce secondaria
- Brett Bamberger – basso
- Phil Dubois-Coyne – batteria

## Classifiche
| Classifica (2014) | Posizione massima |
| ----------------- | ----------------- |
| Stati Uniti       | 114               |